# Icewind Dale
Icewind Dale (укр. Долина Крижаного Вітру) — рольова відеогра для платформ Microsoft Windows, MacOS і Linux, випущена компаніями Interplay і Black Isle Studios. Реліз гри відбувся 20 червня 2000.
В 2001 році до неї вийшло доповнення Icewind Dale: Heart of Winter. Воно в свою чергу має безкоштовне розширення Trials of the Luremaster. У вересні 2002 року компанією Black Isle Studios була випущена друга частина гри — Icewind Dale II. Дія гри розгортається в тому ж світі, але через тридцять років після подій першої частини.
Видання під назвою Icewind Dale: Enhanced Edition було випущено для Windows, Linux, Mac OS X і Android 30 жовтня 2014 року і 7 листопада 2014 для iOS.

## Ігровий процес
Геймплей Icewind Dale заснований на модифікованій версії набору правил Advanced Dungeons & Dragons 2nd Edition. Як і в прототипі, гравець керує групою шукачів пригод, які подорожують світом, борючись зі злом і виконуючи завдання зустрінутих персонажів. Гра відстежує стати і обчислює значення, що в настільній грі відбувається кидком дайсів.
Гравець починає гру зі створення ігрової партію до шести учасників. Під час створення персонажа настроюються стати (чисельні значення різних характеристик), включаючи ім'я, стать, расу, клас, показники здібностей і вмінь. Після того як персонаж заробив достатньо очок досвіду через виконання квестів і знищення ворогів, гравець може підняти його рівень. Гравець може змінити деякі стати в цьому процесі, в той час як решта оновлюється автоматично. Класи різних персонажів при цьому вимагають різної кількості досвіду, щоб вийти на новий рівень. Набір досвіду обмежений у 1801000, тобто деякі класи можуть досягти більш високого рівня, ніж інші.
Переміщення персонажів здійснюється за допомогою мишки, шляхом клікання на відповідній ділянці землі. Взаємодія з персонажами та об'єктами здійснюється подібним чином. Гравець може залучати персонажів до діалогів та боїв. Сутички відбуваються в режимі реального часу, гравець може призупинити гру в будь-який час, і під час паузи дати партії накази, які здійснюватимуться, коли гра поновилася. У грі також присутня система журналу, архіви всіх текстів діалогів з неігровими персонажами.

## Сюжет
Дія гри відбувається в Долині Крижаного Вітру — північному регіоні Фаеруна за Хребтом Світу, в сеттінгу Забутих Королівств. У вступному відеоролику невідомий оповідач читає книгу, яка переказує події гри.
В місті Істхейвен (англ. Easthaven) зібрана гравцем партія авантюристів відпочиває в таверні. Глава міста, Хротгар, пропонує вирушити до Кулдахара (англ. Kuldahar), де нещодавно стали відбуватися дивні події. На шляху до Кулдахара група потрапляє в засідку морозних гігантів, які викликають лавину. Група виживає, але дорога назад виявляється відрізаною.
Партія продовжує шлях до Кулдахара, де зустрічає Арундела (англ. Arundel), Верховного друїда. Друїд пояснює, що таємничі злі сили стали причиною аномальних погодних умов і появи чудовиськ, що викрадають селян. У результаті цих подій, тепло, що випромінюється магічним деревом, довкола якого збудоване місто, стало слабшати. Арундел відправляє партію знайти джерело лиха, перш ніж дерево загине, що приведе місто до катастрофи. За порадою друїда, партія спочатку йде в Долину Тіней, район, в якому розташовані склепи Кулдахара, адже серед місцевих почали ходити чутки, що в долині з'явилася нежить. Там партія зустрічає дух варвара на ім'я Кресселак (англ. Kresselack), який повідомляє, що джерело бід Кулдахара в іншому місці. Герої повертаються до Арундела, який просить їх відшукати старовинний артефакт, що називається Серцевинний самоцвіт (англ. Heartstone gem), з його допомогою можна буде виявити загадкове зло.
Партія іде у вказане місце, де виявляє, що Самоцвіт вкрадений. Арундел вказує, що лігво злодіїв знаходиться в Печерах очей дракона. Пройшовши мережею тунелів, партія зустрічає демоницю Юксанмей (англ. Yxunomei). Демониця стверджує, що за допомогою Серцевинного самоцвіта планує помститися якомусь «старому другу». Після вбивства Юксунмей герої забирають в неї самоцвіт і повертаються в Кулдахар, але застають місто атакованим. Партія відшукує Арундела, але він виявляється двійником, замаскованим під Арундела. Виявляється, що він і був згадуваним демоном «другом», а справжній Арундел зараз саме помирає. Коли перевертень зникає, гравець знаходить справжнього друїда, який говорить віднести самоцвіт до Ларрела (англ. Larrel) у фортецю Відрубаної руки, оскільки він єдиний, хто здатний використовувати артефакт.
Партія прибуває у фортецю, виявивши, що Ларрел збожеволів. Проте скоро він відновлює ясність розуму та використовує Серцевинний самоцвіт, аби виявити джерело зла, яке оселилося в підземному місті гномів Провалля Дорна.
Партія торує шлях крізь провалля до Брата Поклена, котрий і виявляється розшукуваним лиходієм. Поклен пояснює, що він прибув до матеріального плану буття, тому що його вигнали з рідного. Юксунмей пішла за ним, щоб продовжити розпочату раніше боротьбу між ними. Тут вони замислили зібрати армії й продовжити свою війну, але втрутилися герої. Тепер Поклен намагався зупинити їх, але марно.
Після боротьби з Покленом, партія телепортується за допомогою його чар назад, в Істхейвен, який лежить в руїнах. Після порятунку вцілілих жителів та розмови зі священнослужителем Темпусом, партія вирушає до лігва Поклена в башті Кристал-Тірит. Зрештою з'ясовується, що справжній намір Поклен полягав у тому, щоб знову відкрити портал в одне з кіл Пекла та завоювати для себе матеріальний план. Хоча він успішно відкриває портал, Служитель Темпуса ціною власного життя закриває прохід в демонічний план. Це дає партії достатньо часу, щоб подолати Поклена, який набуває своєї істинної форми — демона Беліфета (англ. Belhifet). Після перемоги над Беліфетом і вигнання його самого, герої рятуються з Кристал-Тірита і повертаються в Істхейвен, який починає відбудовуватися.
Оповідач гри несподівано виявляється самим Беліфетом. Демон попереджає, що віки його ув'язнення на час оповіді вже близькі до кінця, і скоро він повернеться в матеріальний план.